# 云南清明花
云南清明花（学名：Beaumontia yunnanensis）是夹竹桃科清明花属的植物。分布于中国大陆的云南等地，一般生于山地密林中攀援大树上，目前尚未由人工引种栽培。
其种加词 yunnanensis 意为“云南的”。
现接受名为云南清明花（Beaumontia khasiana Hook.fil., 1882）。